# Susan Hall
Susan Mary Hall z domu Cole (ur. 1955 w Harrow, Middlesex) – brytyjska bizneswoman i polityk reprezentująca partię Konserwatywnej.
Członkini Zgromadzenia Londynu od 2017, kandydatką partii Konserwatywnej na burmistrza Londynu w brytyjskich wyborach samorządowych w 2024.

## Biografia
W 2006 została radną gminy Harrow, gdzie w latach 2007–2008 stała na czele komisji do spraw środowiska i bezpieczeństwa społeczności. Hall a od 2013 do 2014 była przewodniczącą do rady londyńskiej dzielnicy Harrow. 
W 2017 roku została wybrana na posłankę Zgromadzenia Londyńskiego, a następnie została wybrana ponownie w 2021 roku. Awansowała na przywódczyni londyńskich Konserwatystów w latach 2019–2023 i była pierwszą kobietą na tym stanowisku. 
W lipcu 2023 roku Hall będzie kandydatką partii Konserwatywnej na stanowisko burmistrza Londynu w wyborach które odbędą się w maju 2024 roku.